# Districtul rural Baladarband
Baladarband district rural (în persană دهستان بالادربند) este un district rural (dehestan) din districtul central al Shahrestānului Kermanshah, provincia Kermanshah, Iran. La recensământul din 2006, populația sa era de 17.483 de locuitori, în 3.870 de familii.  Districtul rural are 58 de sate.